# Paramonoculopsis vallentini
Paramonoculopsis vallentini is een vlokreeftensoort uit de familie van de Oedicerotidae. De wetenschappelijke naam van de soort is voor het eerst geldig gepubliceerd in 1914 door Stebbing.